# Apokryf
Apokryf (řec. ἀπόκρυφος = skrytý, zahalený) je v různém kontextu literární:
1. Teologie užívá pojmu „apokryf“, když označuje text, který do biblického kánonu nepatří, avšak svou povahou náboženského spisu se kanonickému textu v některých ohledech blíží.
2. Katolíci užívají pojmu „apokryf“ pro spis nepřijatý do biblického kánonu, tak jak jej definitivně určil Tridentský koncil (1546). Toto pojetí odpovídá protestantskému pojmu pseudepigraf. Mezi takto definované apokryfy patří apokryfy staro- a novozákonní.
3. Protestantské církve označují za apokryfní ty spisy, o jejichž zařazení do biblického kánonu nepanovala v církvi shoda. V tomto užití se pojem velmi blíží katolíky užívanému pojmu deuterokanonická kniha nebo pravoslavnému anaginoskomenon.
4. V moderní době slovo „apokryf“ značí literární žánr, který moderním, někdy spíše parodickým způsobem zpracovává obecně známé příběhy, například biblické či antické, založený na netradiční interpretaci těchto příběhů (srov. Karel Čapek: Kniha apokryfů, Michail Bulgakov: Mistr a Markétka - dějová linie týkající se Piláta Pontského).

Toto heslo užívá pojmu apokryf ve významu třetím.

## Starozákonní apokryfy
Judaismus diskusi o svém kánonu Bible (Tanach, תנ״ך) uzavřel v roce 92 n. l. (avšak obecně uzavřený už byl od dob Artaxerxe II., jelikož v SZ se o dalším králi už nepíše), kdy vznikl palestinský kánon, jehož součástí se nestaly mladší starozákonní spisy. Jako takové nebyly považovány za stejně důležité jako ostatní starozákonní knihy, nevěnovala se jim proto taková pozornost a uchovaly se tedy v méně spolehlivém rukopisném stavu než ostatní biblické knihy. Jejich původní hebrejské texty zůstaly zachovány jen částečně a obsahují množství rukopisných odchylek. Některé z těchto knih existují už jen v řeckém překladu, případně je jejich originálním jazykem na rozdíl od ostatních starozákonních knih řečtina. Teprve 20. století přineslo archeologické nálezy původních hebrejských fragmentů těchto spisů, které se cele dochovaly jen v překladu.
Užití pojmu „apokryf“ implikuje, že pojednávaný spis nemá ve skutečnosti do Bible být zařazován. Existuje též problém rozdílu v chápání pojmu apokryf u apokryfů starozákonních a novozákonních. Pro akademické užití se proto pro korpus uvedených knih většinou doporučuje (srov. Society of Biblical Literature) namísto pojmenování „apokryf“ užití pojmu „deuterokanonická literatura“.
Uznání těchto knih se v církvích liší. Řečtí apologeti a církevní Otcové sv. Atanáš (Athanasios), sv. Cyril Jeruzalémský, Epifanios, sv. Hilarius z Poitiers, sv. Justin Mučedník, Melito ze Sard, sv. Řehoř Naziánský se vyslovovali pro oddělení inspirovaných knih od některých mladších starozákonních spisů, o jejichž inspirovanosti měli pochyby, i když uznávali, že jsou užitečné ke čtení. Pro širší rozsah biblických spisů byli naproti tomu sv. Ambrosius, sv. Cyprián, sv. Klement Alexandrijský, sv. Polykarp a další. Órigenés, ač sám užíval knih v rozsahu Septuaginty, tedy širší rozsah kánonu, napsal komentáře pouze ke knihám kánonu židovského. Sv. Jeroným, překladatel latinské Bible z původních jazyků (Vulgata), váhal, zda má přeložit i knihy ze Septuaginty, které nebyly součástí palestinského kánonu, protože také on jejich inspirovanost popíral. Nakonec se rozhodl pouze převzít většinu z nich ze starších latinských překladů (Vetus Latina). Jeho Vulgata se nakonec stala oficiálním církevním překladem katolictví.
V souladu s rozsahem Vulgaty římskokatolická církev ve sporu s protestanty 8. dubna 1546 výslovně uznala tyto knihy jako deuterokanonické knihy (tj. druhotně kanonické), části z nich kanoničnost upřela a označila je za apokryfy (Decretum de canonicis scripturis). V katolických překladech Bible jsou deuterokanonické knihy podle starověkých soupisů kánonů a též Vulgaty integrovány mezi ostatní starozákonní knihy.
Východní církve vycházejí z tradice a vzhledem k tomu, že jejich kánon nebyl předmětem interních sporů, dodnes nemají oficiálně stanovený starozákonní kánon. Vycházejí ale ze Septuaginty a zpochybňované starozákonní spisy označují jako anaginoskomena.
Protestantské církve převzaly židovský palestinský kánon a starozákonní knihy, jež nebyly jeho součástí, označily za apokryfy, které stejně jako Židé nestaví na úroveň ostatních biblických knih. Reformované církve je vůbec jako součást bible neuznávají, lutherské církve, podobně jako anglikáni, pouze připouštějí, že může být užitečné je číst. V protestantských i ekumenických překladech apokryfy zpravidla nevycházejí, případně jsou na základě ekumenické dohody o mezikonfesních biblických vydáních z roku 1968 řazeny samostatně mezi knihami Starého a Nového zákona.
| Popis           | Katolíci | Protestantství | Východní církve |
| --------------- | --- | --- | --- |
| Součástí kánonu | deuterokanonické spisy - Kniha Júdit - Kniha Tóbijáš - Kniha Báruch - Sírachovec - Kniha Moudrosti - 1. kniha Makabejská - 2. kniha Makabejská - řecké části knihy Daniel - řecké části knihy Ester | | Anaginoskomena - Kniha Júdit - Kniha Tóbijáš - Kniha Báruch - Sírachovec - Kniha Moudrosti - 1. kniha Makabejská - 2. kniha Makabejská - 3. kniha Makabejská - řecké části knihy Daniel - řecké části knihy Ester - 3. kniha Ezdrášova - Žalm 151 - Kniha Jubilejí (pouze etiopská církev) - První Henoch (pouze etiopská církev) |
| Apokryfy        | - 3. kniha Ezdrášova - 3. kniha Makabejská - 4. kniha Makabejská - Modlitba Manasse - Žalmy Šalomounovy - Žalm 151 - Kniha Jubileí - První Henoch - a další                                         | - Kniha Júdit - Kniha Tóbijáš - Kniha Báruch - Sírachovec - Moudrost Šalomounova - 1. kniha Makabejská - 2. kniha Makabejská - 3. kniha Makabejská - 4. kniha Makabejská - řecké části knihy Daniel - řecké části knihy Ester - 3. kniha Ezdrášova - Modlitba Manasse - Žalmy Šalomounovy - a další | |

## Novozákonní apokryfy
Novozákonní apokryfy jsou spisy z 1. až 4. století, které se svým obsahem a formou podobají novozákonním knihám. Byly většinou uveřejněny pod jménem některého z apoštolů (pseudepigrafie), nestaly se však součástí žádného kánonu, ačkoli je v určitých dobách mohli někteří autoři za součást kánonu považovat. Na rozdíl od starozákonních apokryfů netvoří nějakou uzavřenou sbírku a nebyly uznány žádnou ze současných církví. V některých případech byl nicméně prokázán společný zdroj či zdroje, z něhož čerpaly jak kanonické spisy, tak apokryfy; v tomto smyslu je často citována např. sbírka Ježíšových výroků označovaná jako zdroj Q. Mnohé z apokryfů jsou základem učení gnostiků.

### Apokryfní evangelia
- Pseudo – Matoušovo (apokryfní) evangelium
- Evangelium Hebrejů
- Tomášovo evangelium
- Matějovo evangelium
- Nikodémovo evangelium
- Evangelium pravdy
- Filipovo evangelium
- Mariino evangelium
- Tajné Markovo evangelium
- Evangelium podle Jidáše
- Barnabášovo evangelium
- Bartolomějovo evangelium

Apokryfní evangelia dětství
- Jakubovo protoevangelium
- Pseudo-Tomášovo evangelium dětství

### Apokryfní skutky
- Skutky Petrovy
- Skutky Pavlovy
- Skutky Tomášovy

### Apokryfní apokalypsy
- Petrova apokalypsa
- Pavlova apokalypsa
- Mariina apokalypsa

### Apokryfní listy
- 3. list Korintským
- List Barnabášův
- List Laodicejským

Martin Luther nejprve považoval za apokryfy též biblický List Židům, List Jakubův, List Judův a Zjevení Janovo. Pak se vrátil k tradiční nauce a církví již od 4. století uznávanému kánonu (srov. 39. velikonoční list alexandrijského biskupa-patriarchy Atanáše z roku 367, který obsahuje nejstarší úplný soupis spisů Nového zákona).

## Moderní apokryfy
V průběhu posledních staletí vzniklo několik moderních spisů, které můžeme nazvat jako apokryfy nebo pseudepigrafy. Většinou jde o "knihy", které si nárokují být původním výtvorem biblických postav a proroků. Příkladem mohou být mormonská svatá písma jako Kniha Abrahám, Kniha Mojžíš nebo Kniha Enoch.

## Kompletní seznam apokryfů platných pro všechny církve
Apokryfy nebyly nikdy vytištěny v jedné knize, tak jako třeba bible. V Česku ale byly publikovány všechny.
Starý zákon – apokryfy
Kniha Júdit, Kniha Tóbijáš, Kniha Báruch, Sírachovec, Kniha Moudrosti, Moudrost Šalomounova, 1. kniha Makabejská, 2. kniha Makabejská, 3. kniha Makabejská, 4. kniha Makabejská, řecké části knihy Daniel, řecké části knihy Ester, 3. kniha Ezdrášova, Žalm 151, Kniha Jubilejí, První Henoch, Modlitba Manasse, Žalmy Šalomounovy, Spisy Aristeas, Henoch, Závěti 12 patriarchů, Sibylliny věštby, Žalmy Šalomounovy, Jubilea, Mučednictví a nanebevzetí Izajášovo, 3.-4. Ezdráš, 2. Báruk, Jákobova modlitba, Život Adama a Evy, 3.-4. kniha Makabejských, Zjevení Abrahamovo, Závěť Abrahamova, Nanebevzetí Mojžíšovo, Modlitba Menašeho, Ódy Šalomounovy, Syrské žalmy, Josef a Asenat.
Nový zákon - apokryfy
Pseudo–Matoušovo (apokryfní) evangelium, Evangelium Hebrejů, Tomášovo evangelium, Matějovo evangelium, Nikodémovo evangelium, Evangelium pravdy, Filipovo evangelium, Mariino evangelium, Tajné Markovo evangelium, Evangelium podle Jidáše, Barnabášovo evangelium, Bartolomějovo evangelium
Apokryfní evangelia dětství
Jakubovo protoevangelium, Pseudo-Tomášovo evangelium dětství
Apokryfní skutky
Skutky Petrovy, Skutky Pavlovy, Skutky Tomášovy
Apokryfní apokalypsy
Petrova apokalypsa, Pavlova apokalypsa, Mariina apokalypsa
Apokryfní listy
3. list Korintským, List Barnabášův, List Laodicejským
Tajné Markovo evangelium, Tomášovo evangelium, Petrovo evangelium, židokřesťanská evangelia, Rozhovor se Spasitelem, Nikodémovo evangelium, Příběhy apoštolů Obsahuje Skutky Petra a dvanácti apoštolů, Skutky Petrovy, Skutky Pavlovy, Skutky Ondřejovy, Skutky Janovy, Skutky Tomášovy (Píseň o perle), Proroctví a apokalypsy, Závěť Adamova, Zjevení Ezdrášovo, První zjevení Janovo, Zjevení Pavlovo, Sibylliny věštby
a další méně známé.